# Erling Lorentzen
Erling Sven Lorentzen (ur. 28 stycznia 1923 w Oslo, zm. 9 marca 2021 tamże) – norweski przedsiębiorca, mieszkający przez wiele lat w Brazylii, mąż norweskiej księżniczki Ragnhildy.

## Zarys biografii
Jego rodzicami byli Øivind Lorentzen (1881–1980) – armator i Ragna Nilsen (1885–1976).
15 maja 1953 poślubił księżniczkę norweską Ragnhildę (ur. 1930), najstarszą córkę Olafa V (1903–1991) i księżnej Marty (1901–1954). Para ma troje dzieci:
- Haakon Lorentzen (ur. 1954). Poślubił 14 kwietnia 1982 Marthe Carvalho de Freitas (ur. 1958). Para ma troje dzieci:
  - Olav Lorentzen (ur. 1985)
  - Christian Lorentzen (ur. 1988)
  - Sophia Lorentzen (ur. 1994)
- Ingeborg Lorentzen (ur. 1957). Poślubiła 4 czerwca 1982 Paulo Césara Ribeiro Filho (ur. 1956). Para ma jedną córkę:
  - Victoria Lorentzen Ribeiro (ur. 1988)
- Ragnhild Alexandra Lorentzen (ur. 1968). Poślubiła 21 listopada 2003 Aarona Longa. Para ma jedną córkę:
  - Alexandra Lorentzen Long (ur. 2007)